# Hertfordshire Constabulary
Hertfordshire Constabulary – brytyjska formacja policyjna, pełniąca funkcję policji terytorialnej na obszarze hrabstwa ceremonialnego Hertfordshire. Według stanu na 31 marca 2012, służba liczy 1984 funkcjonariuszy. 

## Galeria

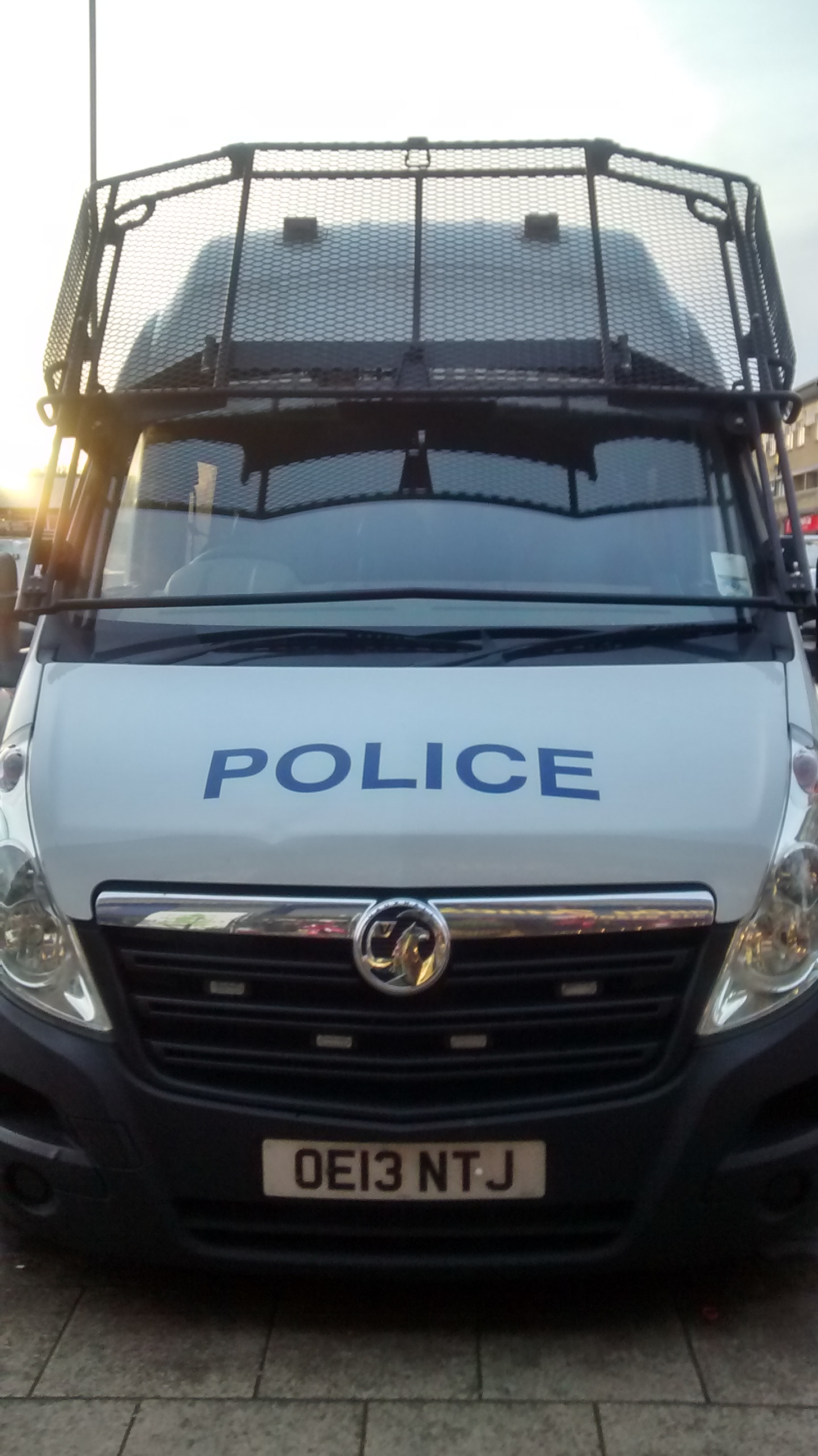
Radiowóz Hertfordshire Constabulary